# Stronger Than Death
Stronger Than Death er en amerikansk stumfilm fra 1915 af Joe De Grasse.

## Medvirkende
- Louise Lovely som June Lathrop.
- Millard K. Wilson som Rupert Spaulding.
- Arthur Shirley som John Henshaw.
- Lon Chaney.